# Wentworth Miller

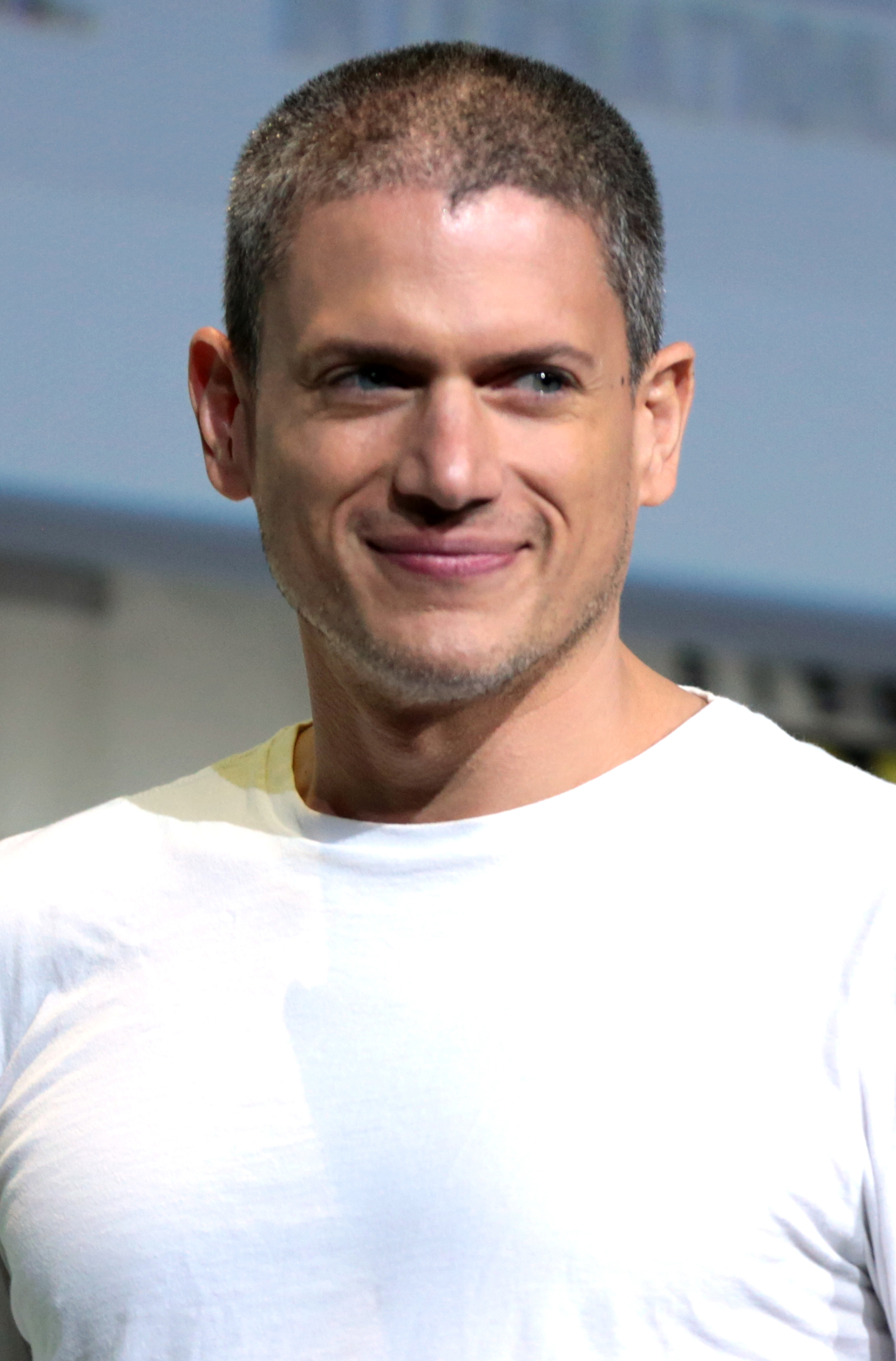
Wentworth Miller auf der Comic-Con 2016

Wentworth Earl Miller III (* 2. Juni 1972 in Chipping Norton, Oxfordshire) ist ein in England geborener US-amerikanischer Schauspieler, Drehbuchautor und Model.

## Leben
Miller wurde als Sohn US-amerikanischer Eltern in England geboren. Seine Mutter Roxann Palm ist Sonderpädagogin, sein Vater Wentworth E. Miller II Rechtsanwalt und Lehrer, der zum Zeitpunkt von Millers Geburt mit einem Rhodes-Stipendium an der University of Oxford studierte. Im Jahr 2003 erklärte Miller, sein Vater sei schwarz und seine Mutter weiß. Sein Vater hat afroamerikanische, jamaikanische, deutsche und englische Wurzeln; seine Mutter ist rusinischer, schwedischer, französischer, niederländischer, syrischer und libanesischer Abstammung. Er hat zwei Schwestern, Leigh und Gillian.
Die Familie zog nach Park Slope, Brooklyn, als er ein Jahr alt war. Dort verbrachte er seine Kindheit und besuchte die Midwood High School.
In Millers letztem Schuljahr zog die Familie in das Umland von Sewickley, Sewickly Heights, in Pennsylvania. Dort besuchte er die Quaker Valley High School und spiele im Musical Li’l Abner die Titelrolle. Zusammen mit seinem Vater gestaltete er ein Cartoon-Buch, das ihre neue Heimatstadt liebevoll auf die Schippe nahm. „Er schrieb die Texte, ich machte die Zeichnungen. Einige unserer Cartoons wurden sogar im Sewickley Herald veröffentlicht. Für mich war das vor allem eine schöne Gelegenheit, ein bisschen Qualitätszeit mit meinem Vater zu verbringen.“ Nach seinem High-School-Abschluss im Jahr 1990 studierte er Englischer Literatur an der Princeton University, die er 1995 mit einem B.A. abschloss. Seine Abschlussarbeit mit dem Titel „Doubling and the Identity Construct in Charlotte Perkins Gilman’s ‘The Yellow Wallpaper’, Jean Rhys’s ‘Wide Sargasso Sea’ and Charlotte Brontë’s ‘Jane Eyre’“ verfasste er unter der Betreuung von Gina Dent. Während seiner Zeit in Princeton sang er im A-cappella-Ensemble Princeton Tigertones und war Mitglied des Quadrangle Club sowie des Colonial Club.
Im Jahr 2007 bestritt Miller gegenüber dem Magazin InStyle, homosexuell zu sein. Sechs Jahre später, im August 2013, bekannte er sich schließlich öffentlich zu seiner Homosexualität, als er auf der Website von GLAAD einen Brief veröffentlichte. Darin lehnte er eine Einladung zum International Film Festival in Sankt Petersburg ab, da er sich durch den Umgang der russischen Regierung mit homosexuellen Bürgern „zutiefst beunruhigt“ fühlte, nachdem diese im Juni desselben Jahres ein Gesetz erlassen hatte, das Kinder vor Informationen schützen soll, die traditionelle Vorstellungen von Familie – etwa Vater, Mutter und Kind – in Frage stellen oder ablehnen, insbesondere im Hinblick auf sexuelle Orientierung und Geschlechtsidentität, wörtlich: „[…] zum Zweck des Schutzes von Kindern vor Informationen, die die Ablehnung traditioneller Familienwerte propagieren“. Er schrieb weiter, dass er „nicht mit gutem Gewissen an einer feierlichen Veranstaltung in einem Land teilnehmen könne, in dem Menschen wie er systematisch ihres grundlegenden Rechts beraubt werden, offen zu leben und zu lieben“.
Beim Human-Rights-Campaign-Dinner im Jahr 2013 in Seattle berichtete Miller, dass er als Jugendlicher mehrfach versucht hatte, sich das Leben zu nehmen – noch bevor er sich öffentlich geoutet hatte. Er sagte: „Als mich jemand fragte, ob das ein Hilfeschrei war, sagte ich nein, weil ich niemandem davon erzählt hatte. Man ruft nur um Hilfe, wenn man glaubt, dass es Hilfe gibt.“ Er sprach darüber, wie schwer es sei, als nicht offen schwul lebender Schauspieler in Hollywood zu leben und dass ihm das ManKind Project geholfen habe, etwas über Gemeinschaft und Zusammenhalt zu lernen.
Am 17. Oktober 2016 wurde Miller von der Organisation Active Minds, einer Wohltätigkeitsorganisation für psychische Gesundheit, zum Botschafter ernannt. In einem Facebook-Post aus dem Jahr 2016 offenbarte er, dass er „seit seiner Kindheit mit Depressionen zu kämpfen habe. Ein Kampf, der ihn Zeit, Chancen, Beziehungen und tausend schlaflose Nächte gekostet hat.“ Der Beitrag war eine Reaktion auf ein Meme, das sich über seine Gewichtszunahme im Jahr 2010 lustig machte: Miller erklärte, er habe Trost im Essen gesucht, da er damals suizidal gewesen sei. Am Ende des Beitrags verwies er auf Organisationen wie die US-amerikanische National Suicide Prevention Lifeline und Active Minds.
Am 27. Juli 2021 gab Miller auf Instagram bekannt, dass bei ihm „vor einem Jahr“ Autismus diagnostiziert worden sei. Er schrieb: „Das ist nichts, was ich ändern würde. […] Autistisch zu sein ist sofort zentral für mein Wesen. Für alles, was ich erreicht und ausgedrückt habe.“
Miller lebt in Vancouver, British Columbia, und in Los Angeles. Aufgrund seiner Geburt im Vereinigten Königreich als Kind US-amerikanischer Eltern besitzt er die Staatsbürgerschaft der Vereinigten Staaten.

## Karriere
Seine ersten Schritte ins Film- und Fernsehgeschäft machte Miller 1996 als Produktionshelfer. Doch bereits ein Jahr später gelang ihm der Sprung vor die Kamera. Anfangs spielte er eher kleine Rollen in Fernsehserien wie Time of Your Life und Buffy – Im Bann der Dämonen. Seine erste Hauptrolle hatte Miller 2002 im Fernsehmehrteiler Dinotopia.
Im darauffolgenden Jahr war er im Kinofilm Der menschliche Makel an der Seite von Anthony Hopkins und Nicole Kidman zu sehen, in dem er einen schwarzen Mann, der äußerlich weiß erscheint, spielte; dabei schöpfte er aus seiner ethnischen Herkunft, die arabische, europäische und afroamerikanische Wurzeln umfasst.
Mit dem Angebot für die Rolle des Michael Scofield in der US-amerikanischen Fernsehserie Prison Break schaffte er den Durchbruch und wurde hierfür 2006 bei den Golden Globe Awards in der Sparte Bester Hauptdarsteller einer Drama-Serie nominiert. 2008 bekam Miller den goldenen Bravo Otto in Nürnberg. Neben der Schauspielerei für die genannten Serien trat er zusammen mit Mariah Carey in zwei ihrer Musikvideos auf: It’s Like That und We Belong Together.
Mit Stoker trat Miller erstmals als Drehbuchautor in Erscheinung. Der Film wurde von Park Chan-wook inszeniert und kam 2013 in die Kinos. 2016 erschien The Disappointments Room; das Drehbuch hatte Miller zusammen mit D. J. Caruso verfasst, der auch die Regie übernahm.
Im November 2020 gab Miller auf Instagram bekannt, keine weiteren Rollen von heterosexuellen Männern zu spielen und dementsprechend in Prison Break nicht mehr mitwirken zu wollen.
Seine deutsche Synchronstimme ist häufig Gerrit Schmidt-Foß.

## Filmografie (Auswahl)
Darstellung
- 1998: Buffy – Im Bann der Dämonen (Buffy the Vampire Slayer, Fernsehserie, Episode 2x20 Das Geheimnis der Fischmonster)
- 1999–2000: New York Life – Endlich im Leben! (Time of Your Life, Fernsehserie, 3 Episoden)
- 2000: Popular (Fernsehserie, 2 Episoden)
- 2000: Emergency Room – Die Notaufnahme (ER, Fernsehserie, Episode 7x01 Sport ist Mord)
- 2000: Romeo and Juliet
- 2001: Room 302 (Kurzfilm)
- 2002: Dinotopia (Miniserie, 3 Episoden)
- 2003: Der menschliche Makel (The Human Stain)
- 2003: Underworld
- 2005: Die himmlische Joan (Joan of Arcadia, Fernsehserie, 2 Episoden)
- 2005: Stealth – Unter dem Radar (Stealth, Stimme)
- 2005: Ghost Whisperer – Stimmen aus dem Jenseits (Ghost Whisperer, Fernsehserie, Episode 1x01 Die Gabe)
- 2005: The Confession (Kurzfilm)
- 2005–2017: Prison Break (Fernsehserie, 90 Episoden)
- 2009: Family Guy (Fernsehserie, Episode 7x13 Stew-Roide, Stimme)
- 2009: Blood Creek
- 2009, 2019, 2021: Law & Order: Special Victims Unit (Fernsehserie, 3 Episoden)
- 2010: Resident Evil: Afterlife
- 2011: Dr. House (House, Fernsehserie, Episode 8x03 Der Multi Millionen Dollar Mann)
- 2013: Young Justice (Fernsehserie, Episode 2x13, Stimme)
- 2014: The Loft
- 2014–2019: The Flash (Fernsehserie, 14 Episoden)
- 2015: Superhero Fight Club (Kurzfilm)
- 2015: 2 Hours 2 Vegas (Kurzfilm)
- 2016–2018, 2021: Legends of Tomorrow (Fernsehserie, 24 Episoden)
- 2019: Madam Secretary (Fernsehserie, 9 Episoden)
- 2019: Batwoman (Fernsehserie, Episode 1x09 Krise der Parallelerden – Teil 2, Stimme)
- 2020: Crisis on Infinite Earths (Stimme)

Drehbuch
- 2013: Stoker
- 2015: The Disappointments Room

## Musikvideos
- 2005: Mariah Carey – It’s Like That
- 2005: Mariah Carey – We Belong Together